# Bjerre Skov og Haslund Skov
Bjerre Skov og Haslund Skov este o arie protejată (arie specială de conservare — SAC, sit de importanță comunitară — SCI) din Danemarca întinsă pe o suprafață de 192 ha, integral pe uscat.

## Localizare
Centrul sitului Bjerre Skov og Haslund Skov este situat la coordonatele 56°23′20″N 9°59′37″E / 56.388889°N 9.993611°E.

## Înființare
Situl Bjerre Skov og Haslund Skov a fost declarat sit de importanță comunitară în august 2002 pentru a proteja un număr necunoscut de specii din flora spontană și fauna sălbatică aflate în arealul zonei. Situl a fost protejat și ca arie specială de conservare în decembrie 2011.

## Biodiversitate
Situată în ecoregiunea continentală, aria protejată conține 12 habitate naturale: Păduri de fag din Europa Centrală dezvoltate pe sol calcaros cu Cephalanthero-Fagion, Păduri de fag Luzulo-Fagetum, Păduri de fag Asperulo-Fagetum, Păduri de stejar sau de stejar și carpen sub-atlantice și medio-europene de Carpinion betuli, Păduri aluvionare cu Alnus glutinosa și Fraxinus excelsior (Alno-Padion, Alnion incanae, Salicion albae), Formațiuni de Juniperus communis pe lande sau pajiști calcaroase, Pajiști uscate seminaturale și facies de acoperire cu tufișuri pe substraturi calcaroase (Festuco-Brometalia) (* situri importante pentru orhidee), Izvoare petrifiante cu formare de travertin (Cratoneurion), Mlaștini alcaline, Păduri acidofile de stejar bătrân cu Quercus robur pe câmpii nisipoase, Formațiuni ierboase bogate în specii de Nardus, dezvoltate pe substraturi silicioase în zone montane (și în zone submontane, în Europa continentală), Pajiști cu Molinia pe soluri calcaroase, turboase sau argilos-nămoloase (Molinion caeruleae).
La baza desemnării sitului se află un număr nedeclarat de specii protejate.